# Kyle A. Carrozza
Kyle Adam Carrozza (Catskill, 19 maggio 1979) è un animatore e doppiatore statunitense.

## Biografia
Carrozza è nato il 19 maggio 1979 a Catskill, New York. Suo padre lavorava come insegnante alla Catskill Middle School e come fotografo. Ha studiato con il fumettista Brian Mitchell durante l'estate. Si è diplomato alla Catskill High School nel 1997 e all'Art Institute of Philadelphia nel 1999.

## Filmografia

### Film
- God Bless America regia di Bobcat Goldthwait (2011)
- Spongebob: Fuori dall'acqua regia di Paul Tibbitt (2015)
- I Casagrande - Il film regia di Miguel Puga (2024)